# Mirza Berbić
Mirza Berbić (8. prosinca 1953.), bivši bh. košarkaš i dugogodišnji košarkaški sudac iz Tuzle
Športsku karijeru započeo je skupa s prijateljem Mirzom Delibašićem, poslije poznatim košarkaškim sucem. Delibašić je trenirao nogomet u malom klubu Polet. Nakon nogometa okrenuli su se tenisu, jer su im teniska igrališta bila blizu domova. Tadašnji Teniski klub Sloboda bio je među najbolje organiziranima u cijeloj Jugoslaviji. U završnici republičkog prvenstva pobijedio je ga je prijatelj Delibašić. Na kraju su oboje otišli u košarku. Prvi su im treneri u Slobodi bili Anto Ramljak i Zdravko Dugonjić koji su odmah prepoznali umijeće kod Delibašića. Trenirali su u dvorani Osnovne škole "Franjo Rezač", danas OŠ “Kreka”. 
U finalu Kupa Bosne i Hercegovine 1970. godine Sloboda je pobijedila u sarajevskoj Skenderiji Bosnu. Pobjednički sastav bio je: Anto Ramljak, Mujezinović, Ilić, Izet Delibašić, Husanović, Milosavljević, Imamović, Muharem Abdurahmanović Haro, Ilija Simendić, Krešo Raspudić, Berbić, Delibašić, Halilagić, Ristić, te još Kašarević, Biberović.
Berbić se poslije okrenuo uspješnoj sudačkoj karijeri.